# Rondeletia incana
Rondeletia incana är en måreväxtart som beskrevs av Olof Swartz. Rondeletia incana ingår i släktet Rondeletia och familjen måreväxter. Inga underarter finns listade i Catalogue of Life.